# Криворізька округа

Схематична карта Криворізької округи станом на 01.01.1927
Райони:1. Апостолівський;
2. Божедарівський;
3. Долинський;
4. Зеленівський;
5. Казанківський;
6. Криворізький;
7. Нікопольський;
8. П'ятихатський;
9. Софіївський;
10. Широківський.

Криворі́зька окру́га — адміністративно-територіальна одиниця Української СРР в 1923–1930 роках. Окружний центр — місто Кривий Ріг. На момент утворення складалася з 13 районів.

## Історія
Округа утворена 7 березня 1923 року постановою Всеукраїнського Центрального Виконавчого Комітету «Про адміністративно-територіальний поділ Катеринославщини» (Катеринославської губернії) у складі таких, існуючих на той час, повітів: Криворізького, Никопольського (частини), В.-Дніпровського (частини), в складі таких районів (волостей):
1. Адамівський район з центром в Адамівці з волостей: Алферівської, Адамівської, Олександрівської й Гуляй-Пільської.
2. Апостолівський район з центром в Апостолові, з волостей: Грушевської, Мар'їнської, Покрівської, Костромської і Високопільської.
3. Казанківський район з центром в с. Казанці, з волостей: Миколаївської, Казанківської і Федорівської.
4. Криворізький район з центром в м. Кривий-Ріг, з волостей: Ново-Криворізької, Богоблагодатівської, Весело-Тернівської, Софіїво-Гейківської.
5. Долинський район з центром ст. Долинська, з волостей: Братолюбівської і Боківської.
6. Лозоватський район з центром в с. Лозоватці, з волостей: Ганнівської, Корсунської, Гуріївської і Лозоватської.
7. Михайлівський район з центром в с. Михайлівці, з волостей: Ново-Миколаївської, Михайлівської, Камянської і Бузулуцької.
8. Никопільський район з центром в м. Никополі, з волостей: Никопільської, Ново-Павлівської, Красно-Григор'ївської, Городищенської і Борисовської.
9. Пятихатський район з центром в с. Пятихатки, з волостей: Комісарівської і Саксаганської.
10. Петрівський район з центром в с. Петрівці, з волостей: Петрівської, Зеленської і Жовтянської.
11. Софіївський район з центром в с. Софіївці, волостей: Ордо-Васильївської, Софіївскої I-ї, Мар'янівської та Ізлуцької.
12. Широківський район з центром в с. Широкому, з волостей: Шестерянської, Миколаївської 1-ї, Широківської і Інгулецької.
13. Шолохівський район з центром в с. Шолохово, з волостей: Лошкарівської, Ново-Софіївської, Шолохівської, Покровської та Олексіївської.

На півночі округа межувала з Кременчуцькою округою, на північному заході з Зинов'євською, на південному заході з Миколаївською, на півдні з Херсонською та Мелітопольською, на південному сході Запорізькою та з Дніпропетровською на сході.
10 грудня 1924 року постановою ВУЦВК і РНК УСРР «Про зміни адміністраційно-територіяльного поділу Катеринославщини» центр Адамівського району Криворізької округи перенесено з с. Адамівки в с. Божедарівку, перейменувавши Адамівський район у Божедарівський⁣, а центр Петрівського району Криворізької округи — з с. Петрівки в с. Зелене, перейменувавши Петрівський район у Зеленівський.
За даними Катеринославського губернського статистичного бюро на 1 січня 1925 року в Криворізькому окрузі: районів — 13, а саме:
| №  | Назва району   | Назва та тип райцентру   |
| -- | -------------- | ------------------------ |
| 1  | Апостолівський | с. Покровське            |
| 2  | Божедарівський | сел. Божедарівка         |
| 3  | Долинський     | сел. Долинське           |
| 4  | Зеленівський   | с. Зелене                |
| 5  | Казанківський  | м-ко Казанка             |
| 6  | Криворізький   | с. Бухарино (Долгінцеве) |
| 7  | Лозоватський   | с. Лозоватка             |
| 8  | Михайлівський  | с. Михайлівка            |
| 9  | Нікопольський  | місто Нікополь           |
| 10 | Саксаганський  | с. Саксагань             |
| 11 | Софіївський    | с. Софіївка Велика       |
| 12 | Широківський   | с. Широке                |
| 13 | Шолоховський   | с. Шолохове              |

Сільрад — 159, населених пунктів — 1110.
Число населених пунктів по їх роду:
1. Міст-райцентрів — 1,
2. Містечок, сіл, колоній і деревень — 442,
3. Поселень і хуторів — 400,
4. Колективів, колгоспів, і сільськогосподарських артілей — 34,
5. Радгоспів — 20,
6. Копалень — 25,
7. Залізничних поселень — 186,
8. Інших поселень — 2.

3 червня 1925 року постановою ВУЦВК «Про ліквідацію губерень й про перехід на трьохступневу систему управління» скасовано з 1-го серпня 1925 року адміністраційно-територіальний поділ УСРР на губерні та з 15 червня 1925 року територію УСРР, не рахуючи АМСРР, поділено на 41 округ, серед них і Криворізький.
3 червня 1925 року територію Ново-Стародубського району віднесено в склад Криворізької округи з розформованої Олександрійської округи.
За даними реєстру округ та районів по Україні Центральної адміністративно-територіальної комісії при ВУЦВК  на 1 жовтня 1925 року Криворізька округа має: районів — 14, а саме:
| №  | Назва районів      | Назва райцентрів | Число сільрад |
| -- | ------------------ | ---------------- | ------------- |
| 1  | Апостоловський     | сел. Апостолове  | 11            |
| 2  | Божедарівський     | сел. Божедарівка | 18            |
| 3  | Долинський         | сел. Долинське   | 16            |
| 4  | Зеленський         | с. Зелене        | 13            |
| 5  | Казанківський      | м-ко Казанка     | 15            |
| 6  | Криворізький       | місто Кривий Ріг | 16            |
| 7  | Лозоватківський    | с. Лозоватка     | 8             |
| 8  | Михайлівський      | с. Михайлівка    | 15            |
| 9  | Нікопільський      | місто Нікопіль   | 11            |
| 10 | Ново-Стародубський | с. Ново-Стародуб | 8             |
| 11 | Саксаганьський     | с. Саксагань     | 8             |
| 12 | Софіївський        | с. Софіївка      | 20            |
| 13 | Широківський       | м-ко Широке      | 12            |
| 14 | Шолоховський       | с. Шолохове      | 13            |

Сільрад — 184.
29 вересня 1926 року постановою ВУЦВК і РНК УСРР «Про зміни адміністративно-територіального поділу Криворізької округи» Ново-Стародубський, Лозоватський, Михайлівський та Шолохівський райони були розформовані. За рахунок їх територій були укрупнені Апостолівський, Долинський, Зеленський, Криворізький, Никопільський, Саксаганський, Софіївський, Широківський райони. Також з одних районів в інші було передано території декількох сільських рад. Перенесено районовий центр Зеленського району Криворізької округи з села Зелене до села Петрове того самого району, перейменувавши Зеленський район у Петрівський. Перенесено районовий центр Саксаганського району Криворізької округи з села Саксагани до присілка П'ятихатка того самого району, перейменувавши Саксаганський район на П'ятихатський.
За даними статистичного відділу НКВД РСФРР на 1 січня 1929 року Криворізький округ мав: районів — 10, а саме:
| №  | Назва району              | Назва та тип райцентру | Число сільрад |
| 1  | Апостолівський            | с. Покровське          | 18            |
| 2  | Божедарівський            | сел. Божедарівка       | 16            |
| 3  | Долинський                | сел. Долинське         | 19            |
| 4  | Петровський(Зеленівський) | с. Петрове             | 19            |
| 5  | Казанківський             | м-ко Казанка           | 14            |
| 6  | Криворізький              | місто Кривий Ріг       | 22            |
| 7  | Нікопольський             | місто Нікополь         | 23            |
| 8  | П'ятихатський             | с. П'ятихатка          | 16            |
| 9  | Софіївський               | с. Софіївка            | 24            |
| 10 | Широкський                | м-ко Широке            | 13            |

Сільрад — 184, міст — 2, інших населених місць — 1319.
2 вересня 1930 року постановою ВУЦВК і РНК УСРР «Про ліквідацію округ та перехід на двоступневу систему управління» адміністративно-територіальний поділ Української соціалістичної радянської республіки на округи скасовано з 15 вересня 1930 року. З тієї ж дати встановлено 503 окремі адміністративні одиниці, з них 484 райони, що розподілялися за кількістю населення, перспективами зросту, можливістю інтенсифікації господарства та іншими економічними ознаками на три категорії. Тією ж постановою ліквідовано Широкинський район з віднесенням всієї його території до складу Криворізького району.
По колишній Криворізькій окрузі встановлено 10 районів:
| № по черзі | Назва району   | Назва та тип райцентру | Якої категорії |
| 1          | Криворізький   | місто Кривий Ріг       | III            |
| 2          | Нікопільський  | місто Нікопіль         | III            |
| 3          | П'ятихатський  | с. П'ятихатка          | II             |
| 4          | Апостолівський | сел. Покровське        | I              |
| 5          | Божедарівський | сел. Божедарівка       | I              |
| 6          | Долинський     | сел. Долинське         | I              |
| 7          | Ізлучистий     | колон. Ізлучиста       | I -нац. євр.   |
| 8          | Казанківський  | м-ко Казанка           | I              |
| 9          | Петрівський    | с. Петрове             | I              |
| 10         | Софіївський    | с. Софіївка            | I              |

Карта Криворізької округи у складі Катеринославської губернії, 1923
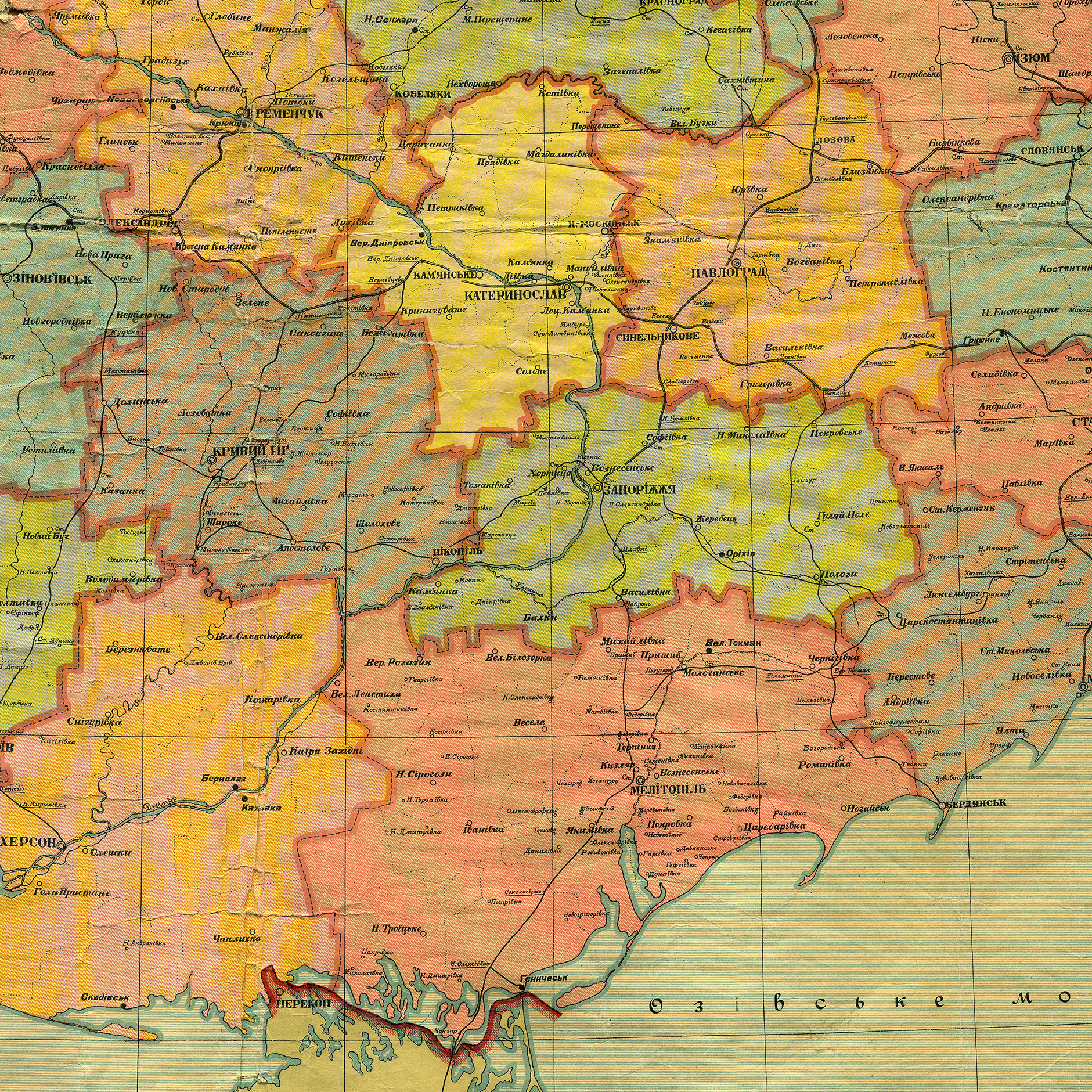
Карта Криворізької округи, адміністративні межі станом на 1 жовтня 1925
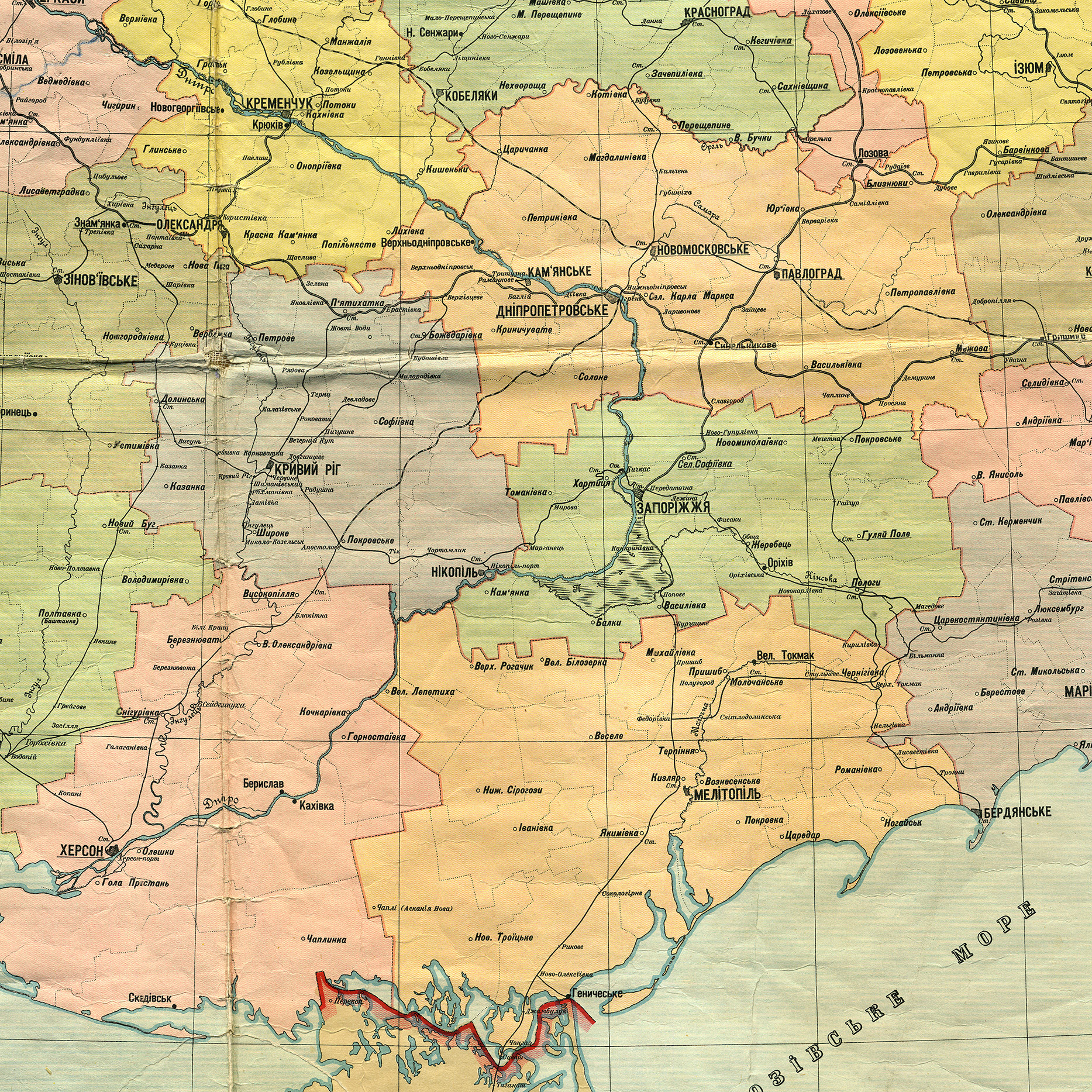
Карта Криворізької округи, адміністративні межі станом на 1 березня 1927

## Населення
За даними на 1 жовтня 1925 року, складалася з 14 районів та 184 сільрад, населення становило 489 тис. осіб.

### Національний склад
Відповідно до Всесоюзного перепису населення 1926 року в окрузі проживало 565 012
мешканців (48,16 % чоловіків і 51,84 % жінок). З них 71 705 були міськими, а 493 031 сільськими жителями.
За національним складом 87,9 % населення були українці, 5,4 % росіяни, 3,8 % євреї, 1,6 % німці, 0,55 % білоруси
| Район              | Населення, осіб | Національний склад, % | Національний склад, % | Національний склад, % | Національний склад, % | Національний склад, % | Національний склад, % | Національний склад, % |
| Район              | Населення, осіб | українці              | росіяни               | євреї                 | німці                 | білоруси              | поляки                | цигани                |
| ------------------ | --------------- | --------------------- | --------------------- | --------------------- | --------------------- | --------------------- | --------------------- | --------------------- |
| м. Кривий Ріг      | 31 285          | 69,2                  | 10,0                  | 18,3                  | 0,5                   | 0,6                   | 0,7                   |                       |
| Апостолівський     | 48 037          | 91,4                  | 4,0                   | 0,4                   | 3,4                   | 0,2                   | 0,1                   | 0,2                   |
| Божедарівський     | 39 950          | 93,8                  | 2,5                   | 0,9                   | 2,0                   | 0,3                   | 0,4                   |                       |
| Долинський         | 49 619          | 95,8                  | 1,4                   | 1,5                   | 0,7                   | 0,2                   | 0,1                   |                       |
| Зеленівський       | 51 896          | 99,0                  | 0,4                   | 0,4                   |                       | 0,1                   |                       | 0,1                   |
| Казанківський      | 38 659          | 86,6                  | 11,8                  | 1,1                   | 0,3                   | 0,1                   | 0,1                   |                       |
| Криворізький       | 67 818          | 82,3                  | 9,3                   | 2,1                   | 2,4                   | 3,2                   | 0,3                   |                       |
| Нікопольський      | 82 586          | 79,4                  | 11,5                  | 3,9                   | 4,3                   | 0,1                   | 0,2                   | 0,1                   |
| П'ятихатський      | 65 177          | 96,2                  | 1,7                   | 1,1                   | 0,4                   | 0,2                   | 0,1                   | 0,1                   |
| Софіївський        | 51 459          | 86,0                  | 1,1                   | 10,2                  | 2,4                   | 0,1                   |                       | 0,1                   |
| Широківський       | 38 516          | 85,2                  | 4,5                   | 8,3                   | 1,3                   | 0,2                   | 0,1                   |                       |
| Криворізька округа | 565 012         | 87,9                  | 5,4                   | 3,8                   | 1,8                   | 0,5                   | 0,2                   | 0,1                   |

### Мовний склад
Рідна мова населення Криворізької округи за переписом 1926 року
| Район              | Населення, осіб | Рідна мова, % | Рідна мова, % | Рідна мова, % |
| Район              | Населення, осіб | українська    | російська     | інша          |
| ------------------ | --------------- | ------------- | ------------- | ------------- |
| м. Кривий Ріг      | 31 285          | 61,9          | 26,0          | 12,1          |
| Апостолівський     | 48 037          | 90,0          | 5,8           | 4,2           |
| Божедарівський     | 39 950          | 93,4          | 3,8           | 2,8           |
| Долинський         | 49 619          | 95,1          | 2,6           | 2,3           |
| Зеленівський       | 51 896          | 98,2          | 1,1           | 0,7           |
| Казанківський      | 38 659          | 83,3          | 15,0          | 1,7           |
| Криворізький       | 67 818          | 78,0          | 16,0          | 6,0           |
| Нікопольський      | 82 586          | 73,5          | 19,9          | 6,6           |
| П'ятихатський      | 65 177          | 95,8          | 2,7           | 1,5           |
| Софіївський        | 51 459          | 85,7          | 1,5           | 12,8          |
| Широківський       | 38 516          | 83,8          | 6,5           | 9,7           |
| Криворізька округа | 565 012         | 85,4          | 9,3           | 5,3           |

## Керівники округи

### Відповідальні секретарі окружного комітетуКП(б)У
- Чурін (1923),
- Ушан Абрам Ізраїльович (1924—.08.1925),
- Чувирін Михайло Євдокимович (.08.1925—18.11.1927),
- Фінковський Олексій Іванович (18.11.1927—1928),
- Маркітан Павло Пилипович (.09.1928—.08.1930).

### Голови окружного виконавчого комітету
- Колос Григорій Оксентійович (.03.1923—.12.1923),
- Гречнєв (.12.1923—1924),
- Лирьов Микита Іванович (1924—.12.1924),
- Копитовський (1924—.07.1925),
- Лирьов Микита Іванович (.07.1925—14.05.1926),
- Крупко Семен Никифорович (14.05.1926—.07.1927),
- Тацький Тит Кіндратович (.09.1927—1928),
- Голубятніков Михайло Данилович (1929),
- Голишев Георгій Юхимович (1929—.06.1930),
- Войтенко Георгій Григорович (.06.1930—.08.1930).